# جيم ماكلولين (لاعب كرة طائرة)
جيم ماكلولين (بالإنجليزية: Jim McLaughlin)‏ (18 نوفمبر 1960 في الولايات المتحدة - ) هو لاعب كرة طائرة الولايات المتحدة.